# Слатина (историческо село)
Вижте пояснителната страница за други значения на Слатина.
„Слатина“ е историческо село и бивш квартал на София в България, разположен на 4,8 километра югоизточно от центъра на града, в южната част на днешния жилищен комплекс „Христо Смирненски“. Името на селото сега носят административният район „Слатина“ и промишлената зона „Слатина“.

## История
Южно от селото през 1928 година е открито Слатинското неолитно селище, археологически обект от VI хилядолетие пр. Хр., който е един от най-ранните на територията на София.
Първите писмени свидетелства за село Слатина са османски регистри от XV век. Името на селото, широко разпространено в Югоизточна Европа, означава 'солен извор'.
Разположено в непосредствена близост със София, през Междувоенния период Слатина се развива като предградие на града и населението му нараства. Към 1934 година селото има около 6800 жители и включва обособените махали „Княз Кирил Преславски“ („Дуняците“), „Царица Йоана“ („Къро“) и „Цар Борис“ („Робов дол“). С указ от 9 ноември 1961 г. то е присъединено към София. През следващите години частта от старото село на левия бряг на Слатинската река е разрушена и е застроена с жилищни блокове, които образуват новия жилищен комплекс „Христо Смирненски“. В следващите десетилетия реката отделя старото село, станало вече квартал „Слатина“ на изток от жилищния комплекс „Христо Смирненски“ на запад. По-късно, със застрояването на източния бряг на реката с блокове, той също е включен в състава на жилищния комплекс.

## Други
На Слатина са наречени днешните улици „Слатинска“ (Карта) и „Стара Слатинска“ (Карта) в квартал „Христо Смирненски“ в София.